# Чіуауа (пустеля)
Чіуа́уа, або Чива́ва (англ. Chihuahuan Desert; ісп. Desierto de Chihuahua; Desierto Chihuahuense) — велика пустеля площею 501 896 км², розташована на південному заході Сполучених Штатів Америки та на півночі Мексики. Вона є однією з чотирьох великих північноамериканських пустель, разом з пустелею Великого Басейну та пустелями Мохаве та Сонора, серед яких пустеля Чіуауа є найбільшою та найпівденнішою. Вона вирізняється високим біорізноманіттям та рівнем ендемізму. Всесвітній фонд дикої природи виділяє її у окремий неарктичний екорегіон пустель і склерофітних чагарників — Пустеля Чіуауа (ідентифікатор WWF: NA0303). 

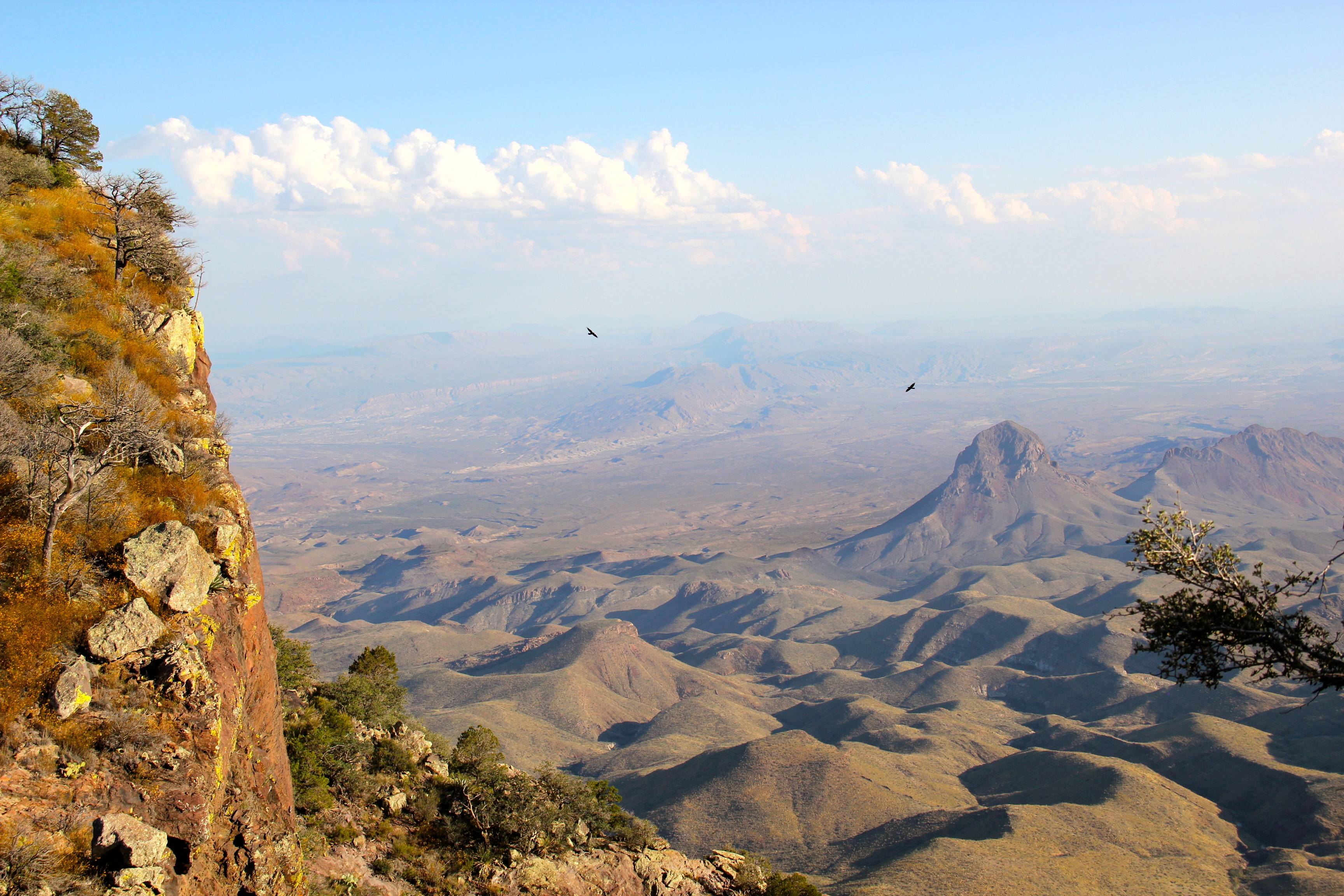
Ландшафт пустелі Чіуауа

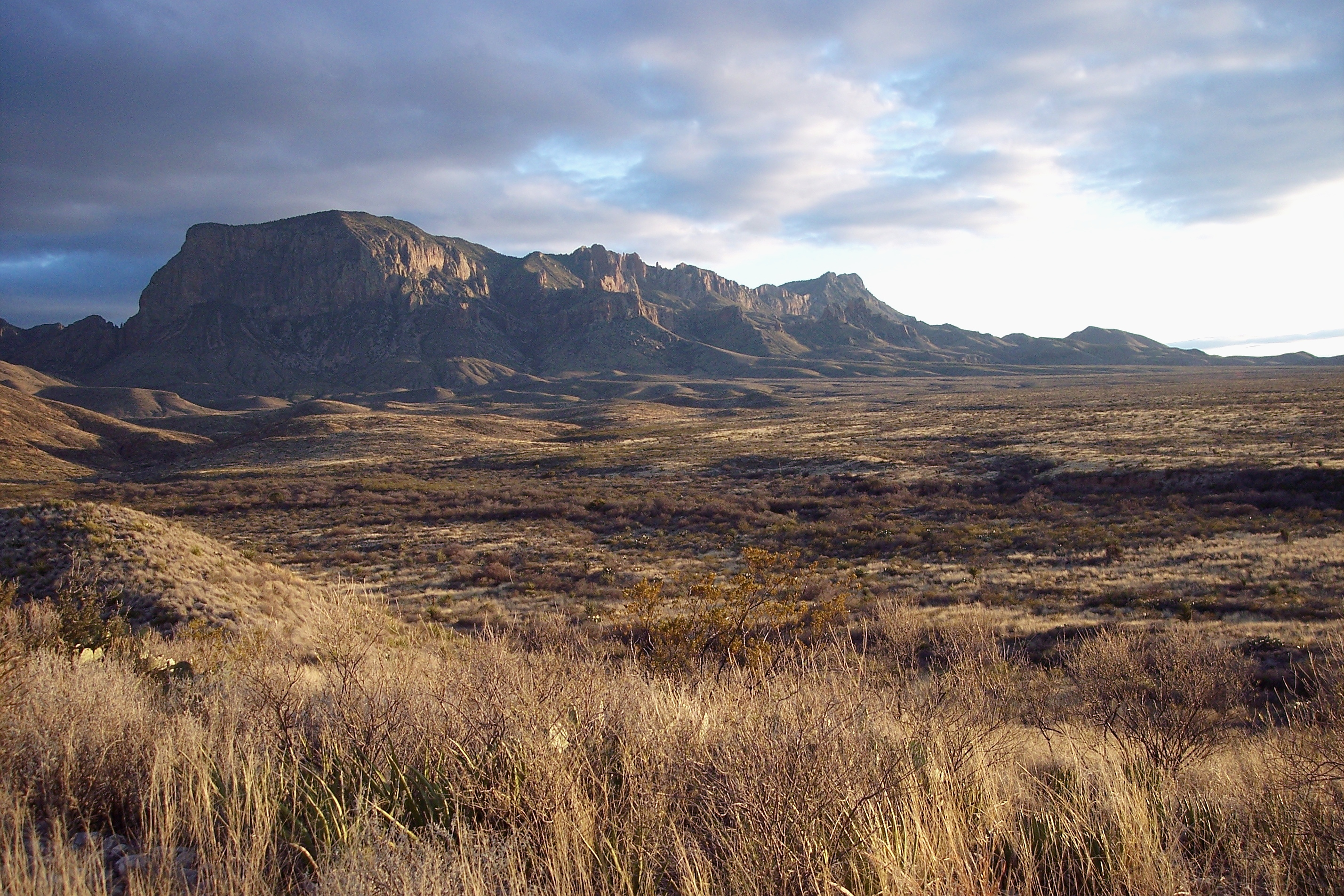
Ландшафт Національного парку Біг-Бенд

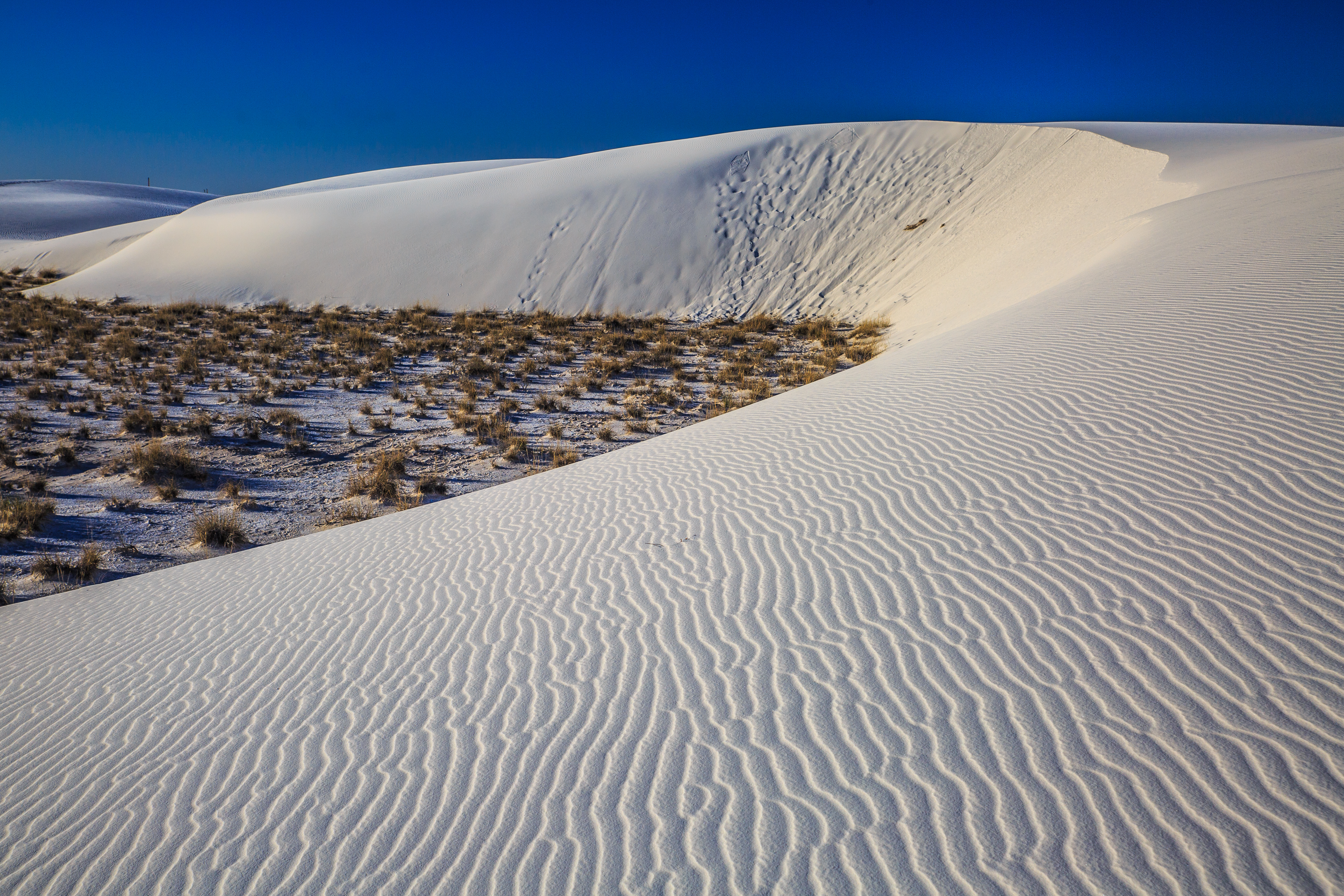
Білі дюни Нью-Мексико

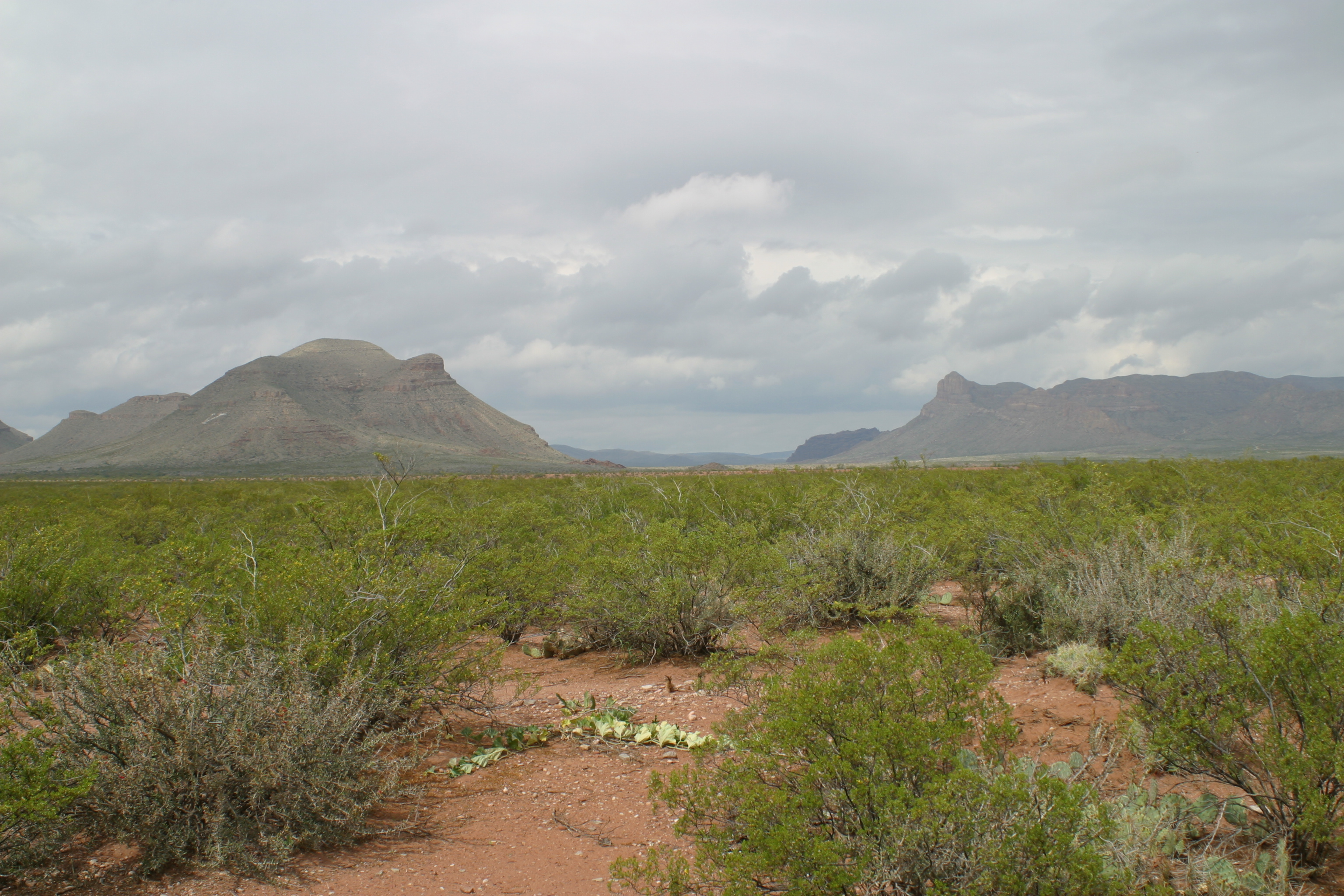
Пустельні чагарники Західного Техасу

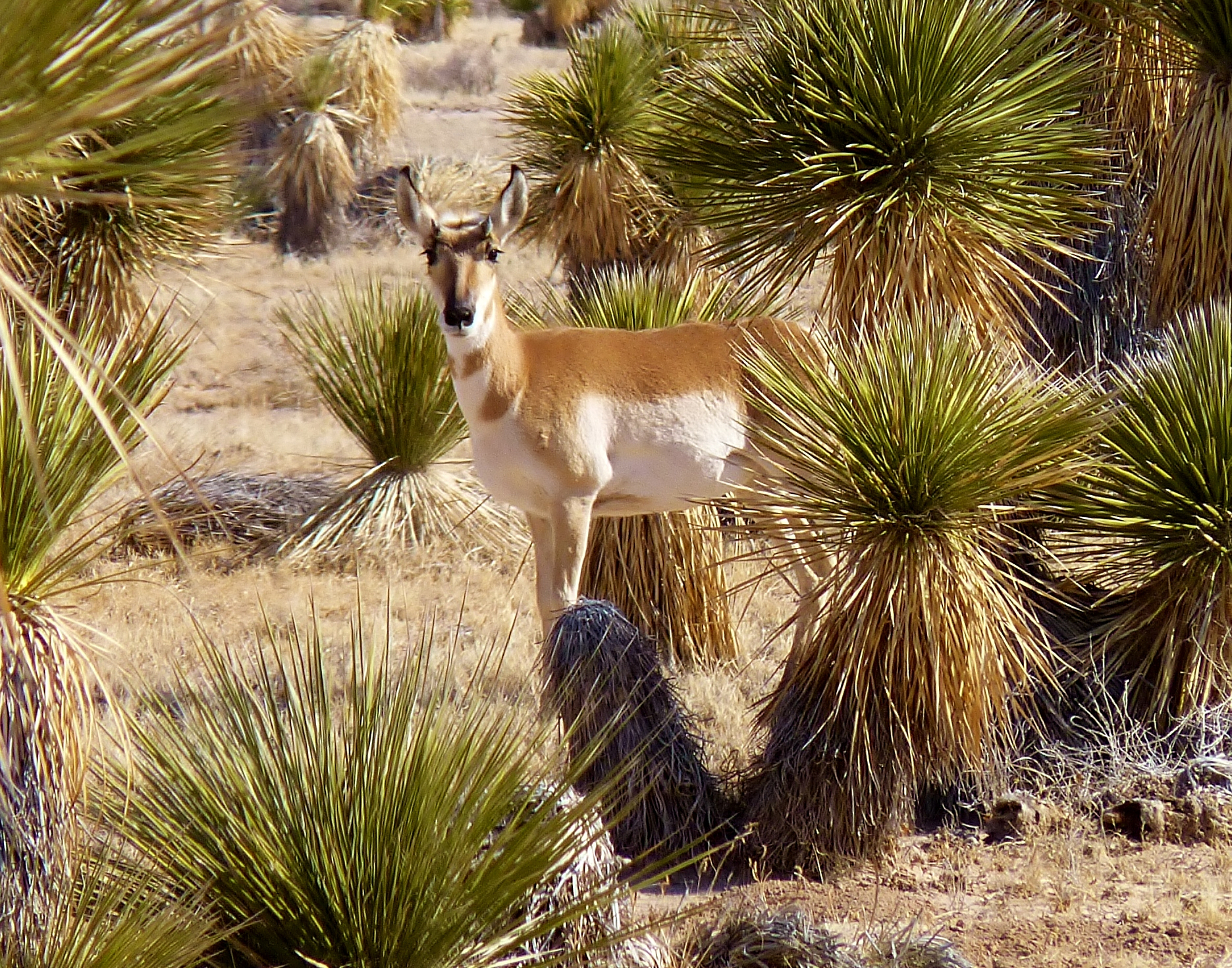
Мексиканський вилоріг серед чагарників лечугільї (Отеро-Меса, Техас)

## Географія
Пустеля Чіуауа є найбільшою пустелею Північної Америки, яка охоплює значну частину Південного Заходу США та Північної Мексики. Вона простягається від південного сходу Аризони на схід через південь Нью-Мексико до регіону Транс-Пекос на заході Техасу та на південь через північний схід Сонори, схід Чіуауа і захід Коауїли до західних районів Нуево-Леона та східних районів Дуранго.
Більша частина пустелі Чіуауа розташована у північній частині Мексиканського нагір'я, на висоті від 1100 до 1500 м над рівнем моря. Її ландшафт представлений широкими долинами, що перемежовуються ізольованими височинами та гірськими хребтами, які підіймаються на висоту до 2000 м над рівнем моря та переважно простягаються з півночі на південь. Вздовж схилів гір простягаються пологі тераси та скупчення алювіальних конусів, відомі як бахади. Долини та хребти регіону подібні до долин та хребтів Великого Басейну та Мохаве, однак відстань між гірськими хребтами на Мексиканському нагір'ї є більшою та загалом нерівномірною, а форма гірських хребтів подекуди є більш неправильною. З геологічної точки зору основу плоскогір'їв регіону складають вапняки та інші осадові породи морського походження, а основу гір — вулканічні та інтрузивні магматичні породи, подекуди вкриті осадовими шарами. Характерною рисою пустелі Чіуауа є піщані дюни з блискучого білого гіпсу. Найбільший на землі масив таких дюн розташований у Національному парку Білих Пісків на півдні Нью-Мексико.
Північна та східна частини регіону лежать у басейні великої річки Ріо-Гранде, відомої в Мексиці як Ріо-Браво-дель-Норте, та в басейнах її найбільших приток — Кончоса та Пекоса. На півдні та заході пустелі Чіуауа розташовані численні безстічні басейни, зокрема Больсон-де-Мапімі. Більшість водних потоків, що протікають у цій області, є ефемерними або сезонними. У деяких долинах регіону розташовані пересохлі озера (плая), такі як Лагуна-де-Майран.
На північний захід від пустелі Чіуауа простягаються гори Могойонського уступу та Білі гори, за якими лежить Колорадське плато, а на північний схід — плоскогір'я Льяно-Естакадо, яке є частиною Високих рівнин, та плато Едвардс. Західною межею пустелі є високі вулканічні гори Західної Сьєрра-Мадре, які підіймаються на висоту понад 3000 м над рівнем моря. На сході регіону лежать гори Східної Сьєрра-Мадре, однак на відміну від гір Західної Сьєрра-Мадре вони не являють собою безперервну систему гірських хребтів, що простягаються з півночі на південь, а складаються з низки ізольованих гірських масивів, таких як Сьєрра-дель-Бурро та Сьєрра-дель-Кармен, розділених пустельними долинами та плоскогір'ями. У прохолодних та вологих високогір'ях цих гір зустрічаються хвойні і широколистяні ліси та постійні водні потоки. Подібні ізольовані "небесні острови" також зустрічаються у високогір'ях інших гірських хребтів регіону, зокрема у горах Дейвіс та Чісос в Техасі, які є частиною вулканічного поля Транс-Пекос, в горах Гвадалупе на кордоні Нью-Мексико та Техасу, які є залишками пермського коралового рифу, в горах Франкліна, Орган та Сан-Андрес в Нью-Мексико, які є частиною рифтової долини Ріо-Гранде, а також в горах Чірікауа, Уачука, Піналеньйо, Санта-Каталіна та Санта-Ріта в Аризоні, які є частиною комплексу Небесних островів Сьєрра-Мадре, найпівнічнішої частини Західної Сьєрра-Мадре.
В горах на півночі пустеля Чіуауа переходить у екорегіон гірських лісів Аризони, на Високих Рівнинах — у західні низькотравні прерії, а на плато Едвардс — у савани Едвардського плато. На північний захід від пустелі Чіуауа лежить пустеля Сонора, а на схід від неї поширені чагарники Тамауліпаського мескіталю. Гори Західної Сьєрра-Мадре, що лежать на захід від регіону, є частиною екорегіону сосново-дубових лісів Західної Сьєрра-Мадре, а гори Східної Сьєрра-Мадре та інші небесні острови, що лежать в центрі та на сході пустелі Чіуауа — екорегіону сосново-дубових лісів Східної Сьєрра-Мадре. Південна частина Мексиканського нагір'я є частиною екорегіону маторалю Мексиканського нагір'я.

## Клімат
В межах пустелі Чіуауа переважає пустельний клімат (BWh або BWK за класифікацією кліматів Кеппена), а на великих висотах в передгір'ях і горах — напівпустельний клімат (BSh або BSk за класифікацією Кеппена). Завдяки тому, що пустеля лежить у внутрішніх районах континенту та на більшій висоті, ніж пустеля Сонора на заході, літо тут більш м'яке (хоча в червні температура тут може підійматися до 32-40 °C), а зима м'яка або прохолодна, з періодичними або частими заморозками. Найвищі середні температури спостерігаються у долинах, зокрема в долині Ріо-Гранде від Ель-Пасо до регіону Біг-Бенд, а також у пустелі Больсон-де-Мапімі. Середньорічна температура в пустелі Чіуауа коливається від 13 °C до 22 °C, залежно від широти та висоти над рівнем моря.
Із заходу, півдня та сходу Мексиканське нагір'я оточене горами, які утворюють дощову тінь, а на північному сході регіон межує з найпосушливішою частиною Великих рівнин. Західна Сьєрра-Мадре та Східна Сьєрра-Мадре блокують надходження вологи з Тихого океану та Мексиканської затоки відповідно, однак, тим не менш, завдяки літнім північноамериканським мусонам, опадів тут випадає більше, ніж в пустелях Мохаве та Сонора . На більшій частині регіону сезон дощів яскраво виражений та настає пізно. Більше половини від річної кількості опадів випадає в період з липня по вересень. Однак на крайньому південному заході, поблизу Торреона, пік опадів наступає набагато раніше, у червні. Тут сезонність опадів менш виражена, хоча все ще значна. Загалом середньорічна кількість опадів в екорегіоні коливається від 150 до 400 мм, в середньому 235 мм. Відносно м'який та вологий клімат, порівняно з іншими пустелями Північної Америки, призводить до надзвичайно багатої та різноманітної флори у пустелі Чіуауа.

## Флора
На гравійних та піщаних ґрунтах у долинах пустелі Чіуауа домінують пустельні чагарники, основу яких складають креозотові кущі (Larrea tridentata). Залежно від низки факторів, таких як тип ґрунту, висота над рівнем моря та кут схилу, креозотові кущі можуть зустрічатися в асоціації з іншими видами. Так, на півночі регіону разом з креозотовими кущами зустрічаються клейкі акації (Vachellia vernicosa) та американські смоляні кущі (Flourensia cernua), а на піщаних ґрунтах у західній частині регіону — мітлисті індигові кущі (Psorothamnus scoparius). На схилах і височинах у багатьох районах поширені різноманітні юки (Yucca spp.) та опунції (Opuntia spp.), а поблизу кордону між США та Мексикою — аризонські райдужні кактуси (Echinocereus polyacanthus) та мексиканські ферокактуси (Ferocactus pilosus).
На пустельних луках, поширених біля підніжжя Західної Сьєрра-Мадре, домінують трав'янисті рослини, такі як чагарникова мюленбергія (Muhlenbergia porteri), блакитна грама (Bouteloua gracilis), гіпсова грама (Bouteloua breviseta) та шорстка грама (Bouteloua hirsuta). У західній частині штату Коауїла домінують агави лечугілья (Agave lechuguilla), медові мескіти (Prosopis glandulosa), пурпурові опунції (Opuntia macrocentra) та гребенясті кактуси-їжаки (Echinocereus pectinatus), а у південно-східній частині пустелі Чіуауа — агави лечугілья (Agave lechuguilla), ниткуваті юки (Yucca filifera) та блискучі фук'єрії (Fouquieria splendens) або окотійо. На ділянках з добре дренованими неглибокими ґрунтами зростають молочаї канделілья (Euphorbia antisyphilitica), пустельні мімози (Mimosa turneri), залозисті акації (Vachellia glandulifera) та агави лечугілья (Agave lechuguilla). Біля підніжжя Східної Сьєрра-Мадре поширені чагарники агави лечугілья (Agave lechuguilla), гуапільї (Hechtia glomerata), агави королеви Вікторії (Agave victoriae-reginae), дрібнолистої баретти (Helietta parvifolia) та сотола (Dasylirion spp.). В добре розвиненому трав'яному ярусі цих чагарників зустрічаються різноманітні рослини з родин Злакові (Poaceae), Бобові (Fabaceae) та Кактусові (Cactaceae).
Пустельні або напівпустельні луки займають близько 20 % території пустелі Чіуауа. Вони являють собою мозаїку кущів і трав, серед яких слід відзначити пурпурову арістіду (Aristida purpurea), чорну граму (Bouteloua eriopoda) та короткоповислу граму (Bouteloua curtipendula). Ранні іспанські дослідники повідомляли, що зустрічали в регіоні високі трави, які досягали до черева коня. Ймовірно, це були великі спороболуси (Sporobolus wrightii) та тобоси (Hilaria mutica), які ростуть у низинних ділянках, зокрема в заплавах.
Пустеля Чіуауа є одним з трьох найбільш біологічно багатих і різноманітних пустельних екорегіонів у світі, який можна порівняти лише з екорегіоном Великої Піщаної пустелі та пустелі Танамі в Австралії та з екорегіоном Сукулент-Кару в Південній Африці. Тут зростає приблизно 3500 видів рослин, з яких близько 1000 видів, або 29 % від загальної кількості, є ендеміками, зокрема представники щонайменше 16 ендемічних родів. Особливо пустеля Чіуауа відома різноманіттям та високим рівнем ендемізму серед кактусів, яких тут зустрічається 350 видів, або п'ята частина від усіх видів кактусів у світі. Найпоширенішими кактусами в регіоні є опунції (Opuntia spp.) та коріфанти (Coryphantha spp.). На жаль, багато видів кактусів, поширених у пустелі Чіуауа, перебувають під загрозою зникнення. Крім того, екорегіон є центром ендемізму і для деяких інших рослин, зокрема для представників родини Глухокропивові (Lamiaceae).
Високий рівень ендемізму місцевої флори є результатом ізоляції пустелі Чіуауа, а також динамічних змін клімату за останні 10 000 років. Внаслідок цих факторів тут зустрічається багато спеціалізованих видів з обмеженим ареалом. Одним із центрів ендемізму в пустелі Чіуауа є область Куатро-Сьєнегас в центрі Коауїли. Тут, серед пустельних чагарників та гіпсових дюн, зустрічається багато ендемічних кактусів та інших видів. На думку мексиканського ботаніка Єжи Жедовського, крайній схід екорегіону (штати Коауїла та Нуево-Леон) колись був рефугіумом, у якому багато видів рослин і тварин переживали значні кліматичні зміни, таким чином сприяючи процесам видоутворення.

## Фауна
Серед великих травоїдних тварин, поширених у пустелі Чіуауа, слід відзначити пустельного чорнохвостого оленя (Odocoileus hemionus eremicus), білохвостого оленя (Odocoileus virginianus) та рідкісного мексиканського вилорога (Antilocapra americana mexicana). У передгір'ях регіону зустрічаються ошийникові пекарі (Dicotyles tajacu) та пустельні товстороги (Ovis canadensis nelsoni). Рівнинні бізони (Bison bison bison) та вапіті (Cervus canadensis) були винищені в регіоні, однак пізніше вони були реінтродуковані у деяких заповідниках.
Серед чагарників і кактусів пустелі Чіуауа живуть численні дрібні ссавці, зокрема великовухі зайці (Lepus californicus), пустельні кролики (Sylvilagus audubonii), чорнохвості лучні собачки (Cynomys ludovicianus), плямисті ховрашки (Xerospermophilus spilosoma), білозубі лісові хом'яки (Neotoma leucodon), південні кактусові хом'яки (Neotoma micropus), чагарникові миші (Peromyscus boylii), кактусові миші (Peromyscus eremicus), пекторалові миші (Peromyscus pectoralis), шовковисті торбомиші (Perognathus flavus), рудуваті врожайниці (Reithrodontomys fulvescens), західні врожайниці (Reithrodontomys megalotis), прапорохвості кенгурові стрибуни (Dipodomys spectabilis), кенгурові стрибуни Орда (Dipodomys ordii), кенгурові стрибуни Мерріама (Dipodomys merriami), жовтощокі гоферики (Cratogeomys castanops), гоферчики Ботти (Thomomys bottae), віргінські опосуми (Didelphis virginiana) та пустельні сірі бурозубки (Notiosorex crawfordi), 
Скельні ховрахи (Otospermophilus variegatus) зустрічаються серед скель, скельні торбомиші (Chaetodipus intermedius) — серед креозотових кущів, а прерієві врожайниці (Reithrodontomys montanus), щетинясті хом'якомишки (Chaetodipus hispidus), жовтоносі бавовняні хом'яки (Sigmodon ochrognathus) та попелясточереві бавовняні хом'яки (Sigmodon fulviventer) — на трав'яних луках. На берегах Ріо-Гранде зустрічаються канадські бобри (Castor canadensis) та болотяні ондатри (Ondatra zibethicus). Майже ендемічними представниками екорегіону є техаські піщані ховрахи (Ammospermophilus interpres), пустельні гофери (Geomys arenarius), чіуауанські торбомиші (Chaetodipus eremicus), торбомиші Нельсона (Chaetodipus nelsoni), чіуауанські коникоїдки (Onychomys arenicola), кенгурові стрибуни Нельсона (Dipodomys nelsoni) та лісові хом'яки Голдмана (Neotoma goldmani).
Численні гризуни, поширені в пустелі Чіуауа, є здобиччю для хижаків — койотів (Canis latrans), довговухих лисиць (Vulpes macrotis), сірих лисиць (Urocyon cinereoargenteus), рудих рисей (Lynx rufus) та довгохвостих ласиць (Neogale frenata). Також в регіоні зустрічаються північноамериканські котофредки (Bassariscus astutus), американські борсуки (Taxidea taxus), західні плямисті скунси (Spilogale gracilis), американські свинорилі скунси (Conepatus leuconotus), довгохвості скунси (Mephitis macroura), смугасті скунси (Mephitis mephitis) та звичайні ракуни (Procyon lotor).
Серед великих хижаків, поширених в регіоні, слід відзначити північноамериканську пуму (Puma concolor couguar) та дуже рідкісного аризонського ягуара (Panthera onca arizonensis). Єдина популяція ягуарів на території США зустрічається в Аризоні на південний схід від Тусона, поблизу кордону з Мексикою. У деяких частинах регіону зустрічаються рідкісні барибали (Ursus americanus). Раніше в пустелі Чіуауа зустрічалися мексиканські вовки (Canis lupus baileyi) та мексиканські гризлі (Ursus arctos horribilis), однак наразі вони тут вимерли.
Орнітофауна пустелі Чіуауа та сусідньої пустелі Сонора є найбагатшою серед усіх екорегіонів США. Серед птахів, що зустрічаються у пустелі Чіуауа, слід відзначити строкатобоку перепелицю (Callipepla squamata), білокрилу зенаїду (Zenaida asiatica), неоарктичного канюка (Buteo jamaicensis), пустельного канюка (Parabuteo unicinctus), строкатохвостого канюка (Buteo albonotatus), американського боривітра (Falco sparverius), мексиканського сокола (Falco femoralis), прерієвого сокола (Falco mexicanus), віргінського пугача (Bubo virginianus), західну сплюшку (Megascops kennicottii), американського сича (Athene cunicularia), червоноголову катарту (Cathartes aura), чорнощокого пораке (Phalaenoptilus nuttallii), каліфорнійську таязуру-подорожника (Geococcyx californianus), фіолетовогорлого колібрі (Archilochus alexandri), мексиканського крука (Corvus cryptoleucus), тирана-крикуна (Tyrannus vociferans), великого феба (Sayornis saya), світлочеревого копетона (Myiarchus cinerascens), вогнистого москверо (Pyrocephalus obscurus), короткокрилого віреона (Vireo bellii), американського сорокопуда (Lanius ludovicianus), американського ремеза (Auriparus flaviceps), кактусового різжака (Campylorhynchus brunneicapillus), рудогузого тремблера (Toxostoma crissale), бурого тремблера (Toxostoma curvirostre), чорного чубака (Phainopepla nitens), чорнохвосту комароловку (Polioptila melanura), пальмового трупіала (Icterus parisorum), червоноголого кардинала (Cardinalis sinuatus), рогатого жайворонка (Eremophila alpestris), потюка (Chondestes grammacus), чорногорлу вівсянку-пустельницю (Amphispiza bilineata), каньойнового тауї (Melozone fusca), очеретяного чінголо (Peucaea cassinii), польового багновця (Centronyx bairdii), прерієвого багновця (Ammodramus savannarum), західного шпаркоса (Sturnella neglecta) та майже ендемічного аризонського шпаркоса (Sturnella lilianae). Ендеміками регіону є рідкісні сірощокі карнатки (Spizella wortheni).
Герпетофауна пустелі Чіуауа також є доволі різноманітною. Серед поширених в регіоні ящірок слід відзначити техаську фриносому (Phrynosoma cornutum), техаського смугастого гекона (Coleonyx brevis), сітчастого смугастого гекона (Coleonyx reticulatus), велику безвуху ящірку (Cophosaurus texanus), малу безвуху ящірку (Holbrookia maculata), пустельну колючу ігуану (Sceloporus magister), південно-західну парканну ігуану (Sceloporus cowlesi) та плямистобоку ігуану (Uta stansburiana). Популяції нью-мексиканських батогохвостів (Aspidoscelis neomexicanus) та клітчастих батогохвостів (Aspidoscelis tesselatus), що живуть в пустелі Чіуауа, цікаві тим, що повністю складаються з самиць, які розмножуються шляхом партеногенезу. Серед ендемічних ящірок, поширених в екорегіоні, слід відзначити прикрашених колючих ігуан (Sceloporus ornatus), каньйонових ігуан (Sceloporus merriami), мармурових батогохвостів (Aspidoscelis marmoratus) та дуранзьких нічних ящірок (Xantusia extorris), а серед майже ендемічних представників регіону — круглохвостих фриносом (Phrynosoma modestum) та колючих тріщинних ігуан (Sceloporus poinsettii).
Серед поширених в пустелі Чіуауа змій слід відзначити звичайного полоза-батога (Masticophis flagellum), смугастого полоза-батога (Masticophis taeniatus), пустельну глянцеву змію (Arizona elegans eburnata), пустельну королівську змію (Lampropeltis splendida), техаського гримучника (Crotalus atrox), чорнохвостого гримучника (Crotalus molossus) та скельного гримучника (Crotalus lepidus), а також майже ендемічних чіуауанських гачконосих змій (Gyalopion canum), транс-пекоських щурячих змій (Bogertophis subocularis) і мексиканських чорноголових змій (Tantilla atriceps) та ендемічних техаських лірових змій (Trimorphodon vilkinsonii). Ендеміками екорегіону є кілька видів черепах — коауїльські коробчасті черепахи (Terrapene coahuila) і куатро-сьєнегаські м'якотілі черепахи (Apalone spinifera atra), поширені в регіоні Куатро-Сьєнегас, та больсонські черепахи (Gopherus flavomarginatus), поширені в пустелі Больсон-де-Мапімі. Різноманіття безхребетних тварин в регіоні також є високим, особливо серед таких груп, як коники, мурахи та бджоли.

## Господарство та населення
Основними формами землекористування в пустелі Чіуауа є скотарство та випас худоби, а також, меншою мірою, зрошувальне землеробство. В регіоні переважно вирощують сіно, люцерну, цибулю, перець чилі, бавовник, пекан та кормову кукурудзу. Також в регіоні активно видобувають корисні копалини, що негативно впливає на екологію.
Найбільшим містом в регіоні є Сьюдад-Хуарес в штаті Чіуауа, у якому живуть майже два мільйони людей. На протилежному березі Ріо-Гранде, в Техасі, розташоване місто Ель-Пасо, у якому живуть більше 850 тисяч людей. Серед інших міст, розташованих в мексиканській частині регіону, слід відзначити Чіуауа, столицю штату Чіуауа, та Сальтільйо, столицю штату Коауїла, у яких живуть трохи менше мільйона людей, а також місто Торреон, розташоване на південній окраїні екорегіону, у агломерації якого живе 1,5 мільйони людей. В американській частині регіону розташовані такі міста, як Аламогордо, Бенсон, Віллкокс, Демінг, Елпайн, Карлсбад, Каррізозо, Лас-Крусес, Марфа, Пекос, Розвелл, Форт-Стоктон та Форт-Самнер.

## Збереження
За останні століття ландшафт пустелі Чіуауа був значно змінений людською діяльністю. Надмірний випас худоби є причиною деградації рослинних угруповань та заміни місцевих видів інвазивними бур'янами. Внаслідок втрати природних оселищ багато великих видів, таких як гризлі, вовки, бізони та вилороги, вимерли або стали надзвичайно рідкісними. Опустелювання призводить до заміни відкритих луків пустельними чагарниками, а зміни клімату, за висновками Програми ООН з навколишнього середовища, опублікованими у 2006 році, можуть призвести до заміни майже половини видів птахів, ссавців і метеликів іншими видами до 2055 року.
Оцінка 2017 року показала, що 35 905 км², або 7 % екорегіону, є заповідними територіями. Природоохоронні території включають: Національний природний заповідник Буенос-Айрес в Аризоні, Національний парк Білих Пісків, Національний парк Карлсбадських печер, Національний природний заповідник Біттер-Лейк, Національний природний заповідник Боске-дель-Апаче, Національний природний заповідник Севільєта, Державний парк Олівер-Лі-Меморіал, Національну пам'ятку гір Орган та Пустельних Піків та Національну пам'ятку Петрогліф в Нью-Мексико, Національний парк Біг-Бенд, Національний парк гір Гвадалупе, Державний парк Біг-Бенд-Ранч, Зону управління дикою природою Блек-Геп та Державний парк гір Франкліна в Техасі, Біосферний заповідник Ханос, Природний заповідник Меданос-де-Самалаюка та Заповідну зону флори і фауни Каньйон-Санта-Елена в Чіуауа, Природний заповідник Куатро-Сьєнегас, Заповідну зону флори і фауни Окампо та Біосферний заповідник Мадерас-дель-Кармен, а також Біосферний заповідник Мапімі та Державний парк Каньйон-де-Фернандес в Дуранго.